# Старков, Яков Михайлович
Яков Михайлович (Иванович) Старков  (1775—1856) — русский военачальник, полковник, участник Швейцарского похода А. В. Суворова и Отечественной войны 1812 года, автор книги «Воспоминания старого воина о Суворове».

## Биография
Родился в 1775 году в Воронеже.
С 22 февраля 1790 года начал службу рядовым в Азовского пехотного полка. В 1792 году под руководством А. В. Суворова принимал участие в русско-польской войне; затем был в сражениях при Бресте и Тирасполе, а также при Зельве, Столбцах и Несвиже. В 1793 году участвовал в различных мелких стычках при приведении литовских провинций в подданство России. В 1794 году участвовал в сражении при Крупчицах, Кобылке(здесь был уничтожен 5-тысячный отряд Макрановского) и наконец при взятии штурмом Праги.
В 1799 году во время похода в Италию Старков находился в корпусе генерал-лейтенанта Ребиндера, во время блокады и взятии крепости Тортоны состоял в батальоне охотников под командованием полковника Харламова. В дальнейшем принимал активное участие во всех битвах Итальянской компании. Вместе с армией Суворова перешёл через Альпы. 4-го июня 1801 года Старков был произведен в первый офицерский чин. Во время кампании 1805 года русских войск против Наполеона Старков находился в авангарде армии М. И. Кутузова, исполняя должность адъютанта при князе Багратионе.
При отступлении австрийской армии генерала Мака он участвовал в ежедневных перестрелках с неприятелем, в том числе в сражении при Шенграбене. После соединения с австрийцами и перехода русских войск в наступление Старков 12 ноября вновь состоял в передовых отрядах, 20 ноября сражался под Аустерлицем, а при отступлении союзных войск в одной из перестрелок с французами был ранен пулей в левую руку. За отличия в военных действиях 1805 года Старков был произведен в поручики. С ноября 1806 года и до заключения Тильзильтского мира Старков находился в Пруссии, состоял в корпусе генерала Буксгевдена и принимал участие во многих битвах, в том числе при Прейсиш-Эйлау.
В 1808 году состоял в войсках, действовавших в Швеции. Во время похода Буксгевдена в Финляндию участвовал в сражении при Куртане (за это сражение он получил чин штабс-капитана), а в 1809 году в пределах Швеции доходил до Умео. Был в двух сражениях, в бою при селении Сейпаре и при преследовании разбитого неприятеля до пристани Ротани. 2.04.1810 г. пожалован кавалером ордена Святой Анны II класса с бриллиантовыми знаками. В сентябре 1812 года он был назначен в Аландский корпус, в составе этого корпуса принимал участие в походе по морю до Ревеля и по суше до Риги. В конце ноября вместе со своим отрядом участвовал в изгнании неприятеля до Фридрихштадта, а в конце декабря преследовал французов в пределах Пруссии. Подойдя к Кёнигсбергу, получил приказ от командира Новороссийского драгунского полка, генерал-майора графа Сиверса, преследовать неприятеля до крепости Пиллау.
После взятия крепости французами Старков с 6 и по 24 января 1813 года держал крепость в блокаде до её взятия генералом Сиверсом. После этого Старков находился под Данцигом, где он командовал небольшими отрядами. 22 февраля с отрядом охотников по назначению начальства взял укрепление Дрейн-Швейнгоф, при чём был ранен пулей в бедро левой ноги, а в правую получил легкую контузию. В 1815 году вновь находился за границей в первом корпусе. В 1821 году Старков был произведен в полковники, а в 1826 году был отправлен на службу в Грузию в Ширванскую область, где он состоял комендантом крепостей Кубы и Старой Шемахи и управлял их провинциями. Во время внезапного вторжения персидских войск в пределы русских владений он удачно отстоял крепость Кубу и участвовал во многих сражениях и перестрелках до изгнания персов из пределов России.
В июле 1827 года по состоянию здоровья Старков в чине полковника вышел в отставку с мундиром и пенсией. Выйдя в отставку, Старков долго проживал в Москве, а затем поселился в Воронеже. Здесь он сначала жил у своей сестры, затем переехал к своему бывшему сослуживцу генерал-майору А. Д. Зайцеву, а в мае 1855 года поселился в доме Шаганова.
Имея хорошую память, Старков в деталях описывал ход сражения, расположение войск, характеры начальников и товарищей. За несколько лет до смерти Старков ослеп, после чего стал приглашать друзей и знакомых для чтения ему книг, а посторонних людей — газет за небольшую плату. Яков Михайлович оставил ещё и автобиографические записки. Часть их, в которых подробнейшим образом описаны события 1794—1801 гг., особенно Швейцарский поход А. В. Суворова, была опубликована знаменитым историком и издателем М. П. Погодиным в 1847 году в трёх книгах под заглавием «Рассказы старого воина о Суворове». Другая часть рукописи была похищена вместе с имуществом автора воспоминаний.
Скончался 21 февраля (4 марта) 1856 года и 23 февраля был погребен на Терновом кладбище.

## Публикация
- Рассказы Старого воина о Суворове. — М.: изд. Москвитянина, 1847.

## Награды
- Орден Святой Анны 3-й ст.
- Орден Святой Анны 4-й ст.
- Орден Святого Владимира 4-й ст.
- Орден Святой Анны 2-й ст. с бриллиантовыми знаками.
- Золотой крест
- Pour le Mérite

## Память
- В микрорайоне Шилово Воронежа в начале 2012 года одна из новообразованных улиц была названа в честь полковника Старкова[1].